# Oskar Wunsch
Oskar Wunsch (* 23. Juli 1862 in Innsbruck; † 8. Jänner 1940 ebenda) war ein österreichischer Politiker der Christlichsozialen Partei (CSP).

## Ausbildung und Beruf
Nach dem Besuch der Volks- und Bürgerschule ging er an eine Gewerbeschule und wurde Kaufmann.

## Politische Funktionen
- Präsident des Tiroler Gewerbebundes

## Politische Mandate
- 10. November 1920 bis 20. November 1923: Abgeordneter zum Nationalrat (I. Gesetzgebungsperiode), CSP